# پریش لا سال (لوئیزیانا)
لا ساله پریش (به انگلیسی: La Salle Parish) یک قصبه در ایالات متحده آمریکا است که در لوئیزیانا واقع شده‌است.

## خصوصیات
لا ساله پریش ۱٬۷۱۴٫۵۸ کیلومترمربع مساحت دارد.